# Pandemia de COVID-19 en Georgia
El primer caso de la pandemia de COVID-19 en Georgia inició el 26 de febrero de 2020. El caso fue reportado en Tiflis, era un hombre que volvió al país luego de estar en Azerbaiyán e Irán.
Hasta el 21 de febrero de 2022, se contabiliza la cifra de 1,553,668 casos confirmados 15,888 fallecidos y 1,407,776 pacientes recuperados del virus.

## Cronología

Número de casos (azul) y número de fallecidos (rojo) en una escala logarítmica.

### Febrero
Todos los vuelos desde Wuhan y de la República Popular China en general al Aeropuerto Internacional de Tiflis fueron cancelados hasta el 27 de enero. El Ministerio de Salud anunció que todos los pasajeros que llegaran de China serían examinados. Georgia también cerró temporalmente todos los vuelos a Irán.
El 26 de febrero, Georgia confirmó su primer caso COVID-19. Un hombre de 50 años, que regresó a Georgia desde Irán, ingresó en el Hospital de Enfermedades Infecciosas en Tiflis. Regresó a la frontera georgiana a través de Azerbaiyán en taxi.
El 28 de febrero, Georgia confirmó que una mujer georgiana de 31 años que había viajado a Italia dio positivo y fue ingresada en el Hospital de Enfermedades Infecciosas en Tiflis.
Otros 29 se mantienen en aislamiento en un hospital de Tiflis, y el jefe del Centro de Control de Enfermedades de Georgia, Amiran Gamkrelidze, afirmó que había una "alta probabilidad" de que algunos de ellos tengan el virus.

### Marzo
El 5 de marzo, cinco personas dieron positivo para el nuevo coronavirus COVID-19 en Georgia, aumentando el número total de personas infectadas en el país a nueve. La directora del Centro Nacional de Georgia para el Control de Enfermedades, Amiran Gamkrelidze, hizo el anuncio en la reciente sesión informativa de hoy. Dijo que las cinco personas pertenecen al mismo grupo que viajaron juntas a Italia y regresaron a Georgia el domingo.
El 12 de marzo, la presidenta Salomé Zurabishvili, en una aparición televisada, pidió calma y unidad.
Al 15 de marzo, se confirmaron 33 casos, 637 fueron mantenidos en cuarentena y 54 bajo supervisión hospitalaria.
El 16 de marzo, el portavoz del Gobierno de Georgia, Irakli Chikovani, anunció medidas y recomendaciones especiales. El gobierno de Georgia prohibió la entrada a Georgia para cualquier ciudadano extranjero durante las próximas dos semanas. El Consejo de Coordinación recomendó a todos los ciudadanos de edad avanzada de Georgia evitar reuniones masivas y aislarse. El Gobierno también recomienda cafeterías, restaurantes y bares para ofrecer a los clientes el servicio de comida para llevar. Se confirmaron 33 casos de coronavirus en Georgia, 637 personas permanecen en cuarentena y 54 personas están bajo supervisión médica directa en hospitales para el 16 de marzo. El gobierno difundió un sms especial a todos los teléfonos en Georgia informando a la población sobre medidas y recomendaciones.

### Mayo
El 7 de mayo, el primer ministro Gueorgui Gajaria anunció que Georgia abrirá sus fronteras a ciudadanos extranjeros el 1 de julio. El estado de emergencia continuará hasta el 22 de mayo.